# Nuovo Spirito Democratico
Nuovo Spirito Democratico (in albanese: Fryma e Re Demokratike - FRD) è un partito politico albanese di centro-destra fondato da Bamir Topi l'ex presidente della Repubblica d'Albania.

## Storia
Il Partito è nato il 30 aprile 2012 dalla scissione di una "ala moderata" del Partito Democratico d'Albania; il fondatore del Partito è Gazmend Oketa, ex-deputato e ministro del Partito Democratico d'Albania. Il leader del Partito è Bamir Topi.